# Mi Grönlund
Mi Grönlund (* 9. Mai 1972 in Uusikaupunki) ist eine finnische Schauspielerin.

## Leben und Karriere
Grönlund studierte an der Theaterakademie Helsinki im Frühjahr 2003 und spielte seit 2003 am Finnischen Nationaltheater. Sie wurde bekannt als Hauptdarstellerin in dem Film Levottomat 3. Sie ist verheiratet und hat zwei Kinder (geboren 2006 und 2008).

## Filmografie (Auswahl)
- 2004: Näin tehtiin Levottomat 3 (Dokumentation)
- 2004: 4Pop (Fernsehserie)
- 2004: Voimala (Fernsehserie)
- 2004: W-tyyli (Fernsehserie)
- 2004: Hyppönen Enbuske Experience (Fernsehserie)
- 2004: Lust auf Sex (Levottomat 3)
- 2004: Rikas mies (Fernsehserie)
- 2007: Muisti (Kurzfilm)
- 2008: 8 päivää ensi-iltaan
- 2009: Kehto (Kurzfilm)